# Arta vedutelor
Arta vedutelor (în italiană „vedutismo", de la veduta = vedere, perspectivă) este un gen de pictură foarte detaliată, de cele mai multe ori în format mare, în care sunt reprezentate în perspectivă largă peisaje sau vederi panoramice citadine. Acest stil s-a dezvoltat în special în pictura venețiană, atingând apogeul la mijlocul secolului al XVIII-lea.
Acest mod de reprezentare a peisajelor a apărut mai întâi în pictura flamandă, în care artiști ca Paul Bril pictau „vedute" încă în secolul al XVI-lea. Un secol mai târziu, pictorii olandezi își făceau o specialitate în redarea detaliată și precisă a orașelor în care trăiau, flatând orgoliul bogatelor notabilități locale. Un exemplu tipic este tabloul lui Johannes Vermeer intitulat „Vedere din Delft". „Părinte al vedutelor" moderne este socotit pictorul olandezo-italian Gaspar van Wittel (Vanvitelli), de formație olandeză, dar care și-a petrecut cea mai mare parte a vieții la Roma.

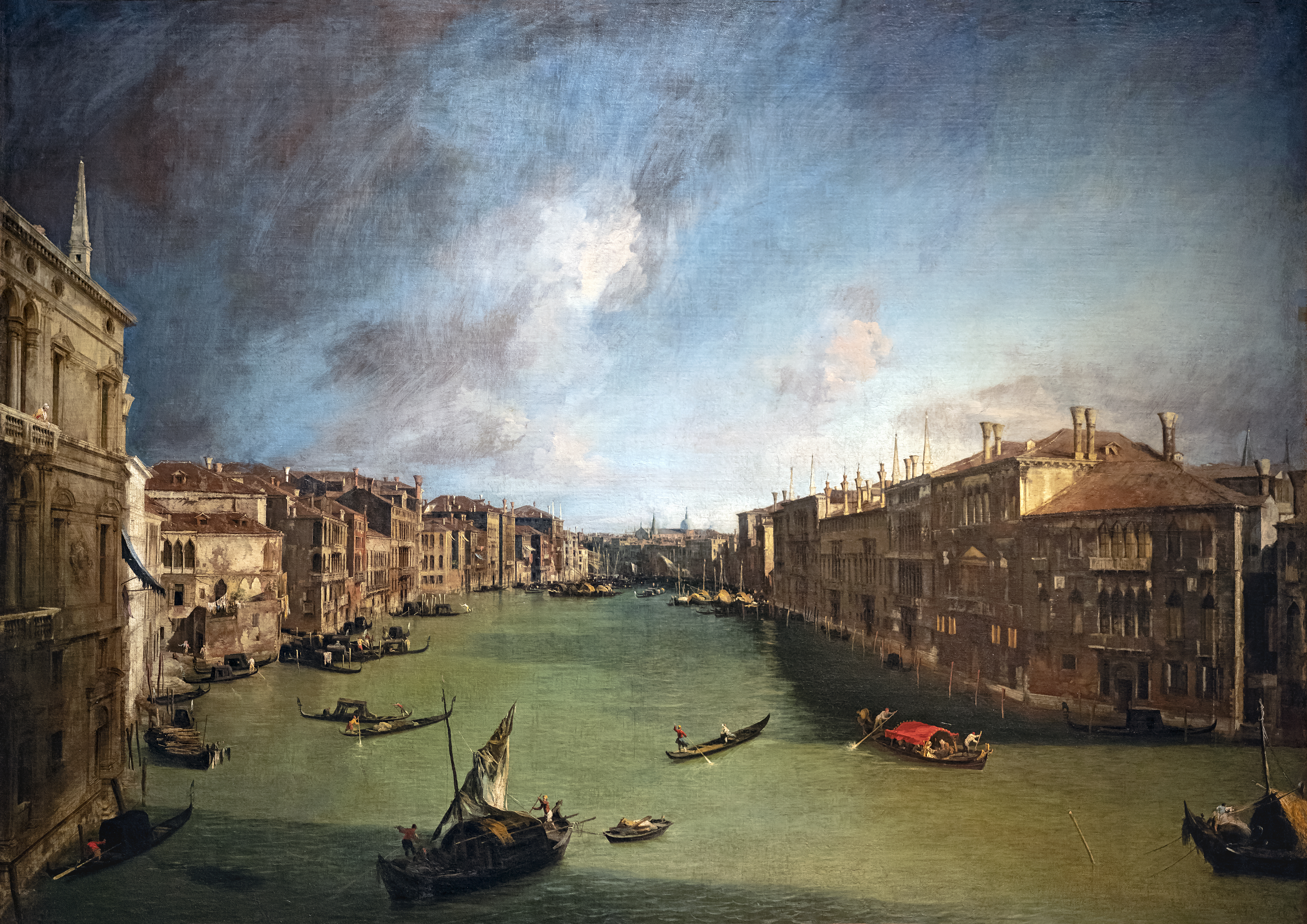
Canaletto: Canale Grande văzut de pe podul Rialto. Exemplu caracteristic de „vedută".

Arta vedutelor este fundamental legată de perspectivă. În anul 1620, marchizul Vincenzo Giustiniani situează perspectiva și reprezentarea arhitectonică pe locul al șaselea între diversele tehnici de pictură. Pe atunci, reprezentările arhitectonice sau vedutele se diferențiau net de peisajele idealizate sau de compozițiile fanteziste ale pictorilor manieriști. 
Genul de pictură „vedutist" își află geneza în sinteza multor curente artistice care s-au dezvoltat în Europa, începând cu secolul al XVI-lea. Primul dintre ele este înrudit cu munca cartografilor: în Europa de Nord vederile urbane erau executate cu acuratețea caracteristică unui geograf. Rezultatul căutat avea în primul rând un caracter descriptiv. Pentru a realiza o asemenea muncă, artiștii se serveau de mijloace auxiliare, cum ar fi camera obscură, introdusă în realizarea picturilor de Gaspar van Wittel des folosită în secolul al XVII-lea în Olanda. Vermeer este unul din marii pictori care folosește frecvent camera obscură.
Peisajele urbane reprezintă un motiv rar întâlnit în Italia înainte de secolul al XVII-lea. Ele servesc exclusiv ca decor al scenelor istorice, cum este, de pildă, cazul tabloului „Procesiune în Piața San Marco”, pe care Gentile Bellini l-a pictat în anul 1496. Treptat, vederea urbană își pierde poziția secundară care îi fusese rezervată. Studiul ruinelor antice îi va determina pe mulți artiști - mai ales pe cei de la Roma și, mai târziu, pe cei din Veneția - să se intereseze de arta vedutelor. Tocmai în timpul șederii la Roma, în anul 1719, pictorul venețian Canaletto se hotărăște să se consacre picturii ample a peisajelor citadine. La Veneția, acest gen de pictură se afla abia în fază incipientă. Doar Luca Carlevaris mai pictase peisaje din Veneția. Canaletto le dezvoltă și le conferă superioritate; prin rafinamentul și geniul său, va ridica arta vedutelor la cel mai înalt nivel. Se creează astfel o adevărată „școală venețiană" a vedutelor, ai căror exponenți majori - alături de Canaletto - sunt Francesco Guardi și Bernardo Bellotto (nepot al lui Canaletto). Unii dintre ei au lucrat în alte orașe europene, Canaletto la Londra, Bellotto la Dresda și Varșovia. 

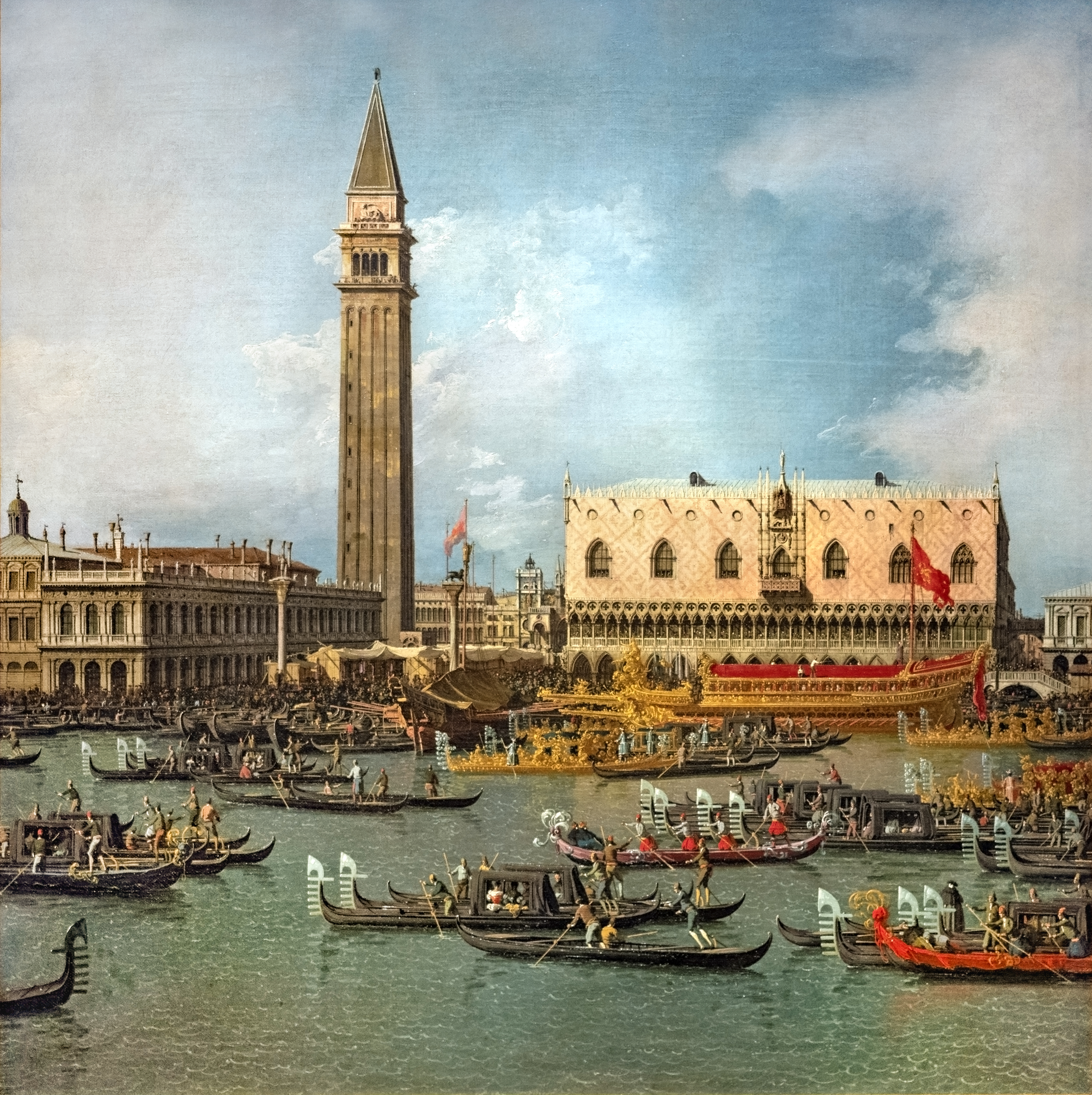
Canaletto: Nunta Veneției cu marea
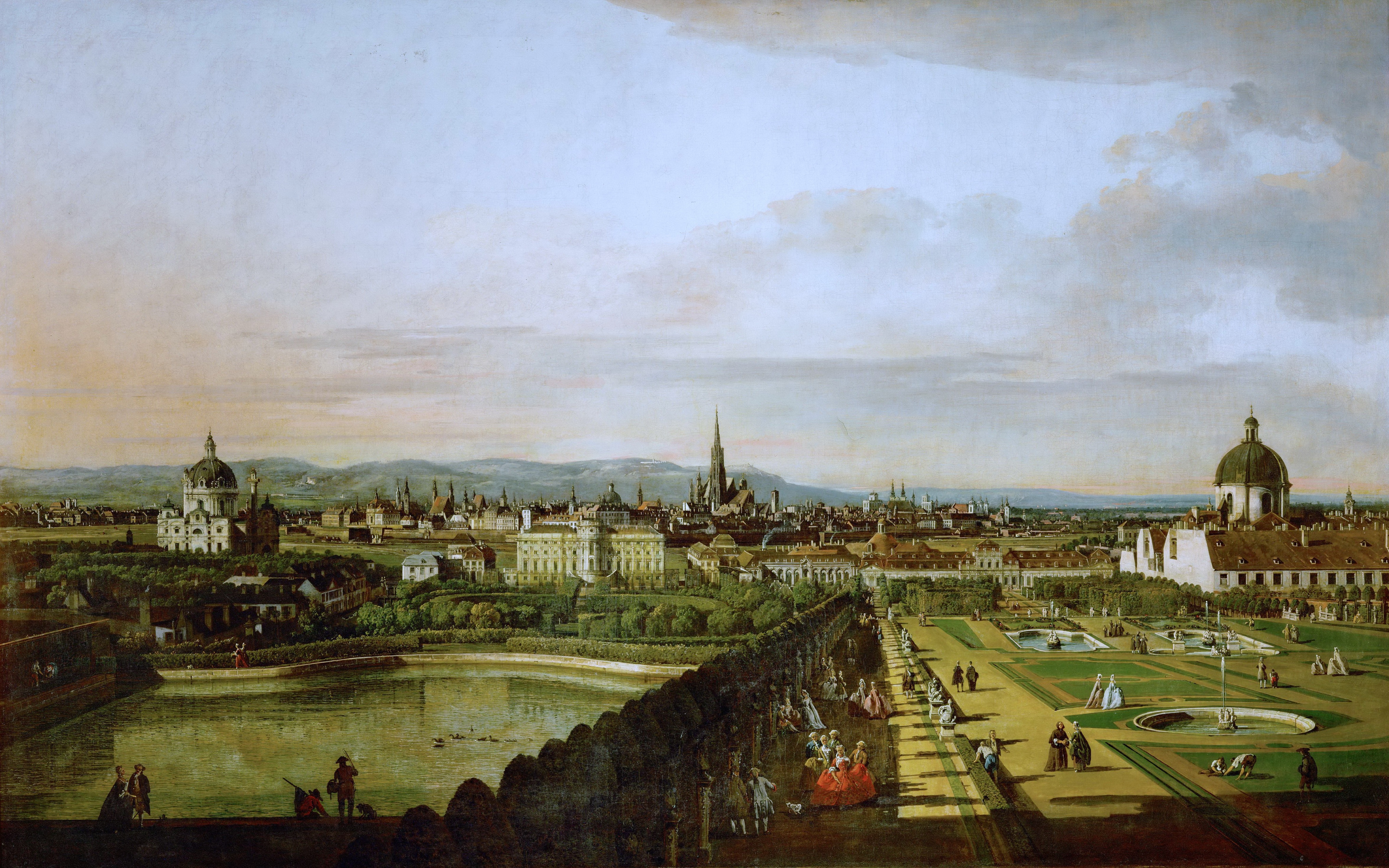
Bernardo Bellotto: Viena văzută de pe Belvedere
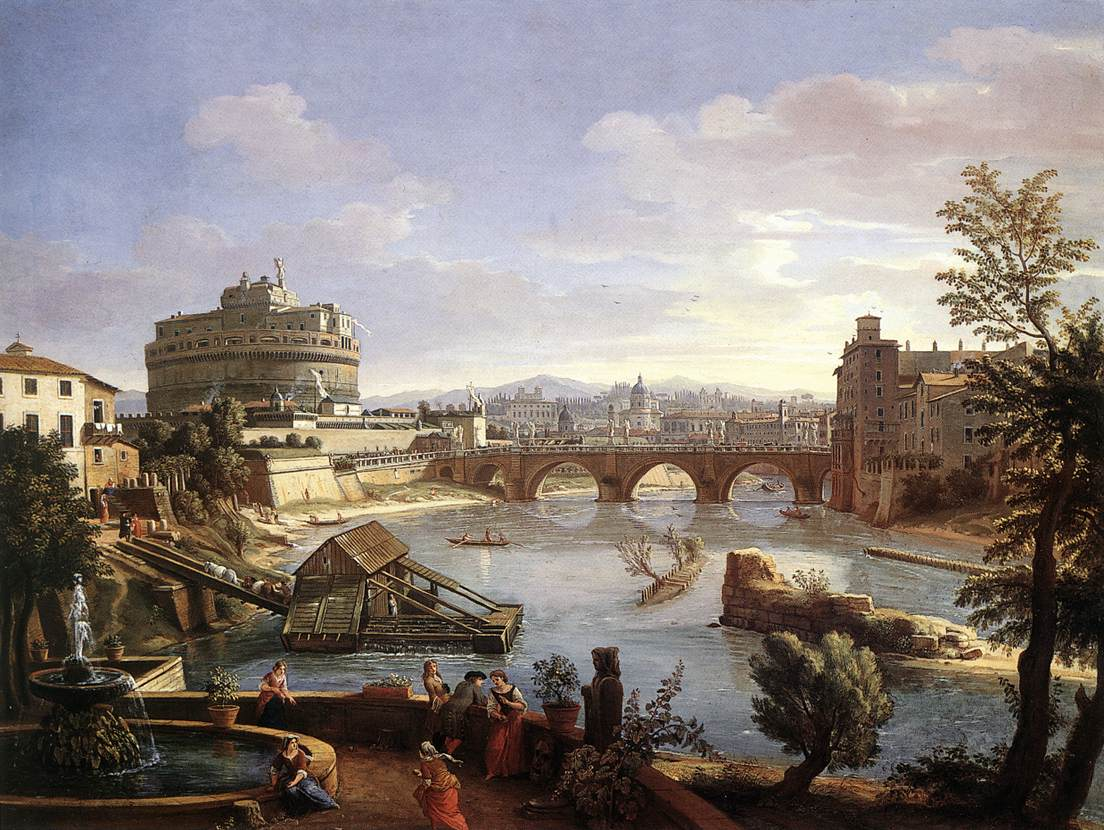
Gaspar van Wittel: Castel Sant'Angelo, Roma
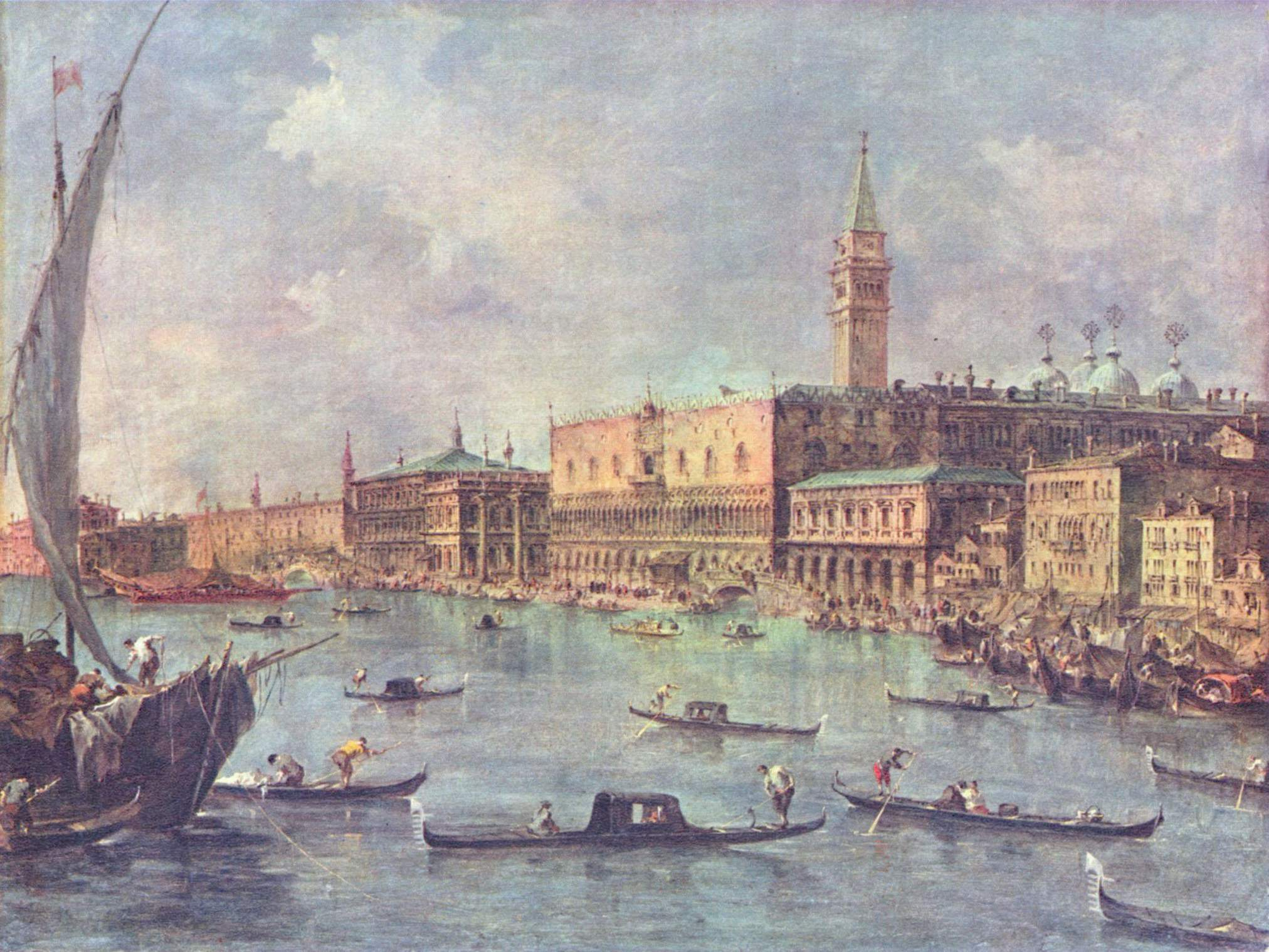
Francesco Guardi: Palatul Dogilor, Veneția

În alte părți ale Italiei secolului al XVIII-lea se remarcă ca pictori vedutiști Giovanni Paolo Panini, pictor al ruinelor, Giovanni Battista Piranesi, realizator de gravuri cu vedute zise ideate („Vedute di Roma"), Domenico Quaglio, Michele Marieschi. În afara Italiei sunt de menționat Rudolf Wiegmann și scoțianul David Roberts.
La sfârșitul secolului al XIX-lea, reprezentările personale ale peisajelor urbane sunt înlocuite de precizia topografică, realizată mai târziu grație fotografiei.

## Listă de pictori vedutiști
Lista îi cuprinde pe cei mai importanți artiști vedutiști care au pictat scene din Italia între anii 1680 și 1800
- Francesco Battaglioli (1722-1796)
- Bernardo Bellotto (1721-1790)
- Jan Frans van Bloemen (1662-1749)
- Paul Bril (1554-1626)
- Antonio Canal Canaletto (1697-1768)
- Luca Carlevaris (1663-1730)
- Pietro Gaspari (1720-1785)
- Francesco Guardi (1712-1793)
- Michele Marieschi (1710-1743)
- Giovanni Paolo Panini (1691-1765)
- Giovanni Battista Piranesi (1720-1788)
- Antonio Visentini (1688-1782)
- Gaspar van Wittel zis Vanvitelli
- Francesco Zuccarelli (1702-1788)